# (84996) Hortobágy
(84996) Hortobágy, désignation internationale (84996) Hortobagy, est un astéroïde de la ceinture principale.

## Description
(84996) Hortobagy est un astéroïde de la ceinture principale. Il fut découvert le 26 décembre 2003 à Piszkesteto par Krisztián Sárneczky. Il présente une orbite caractérisée par un demi-grand axe de 2,99 UA, une excentricité de 0,10 et une inclinaison de 9,0° par rapport à l'écliptique.

## Compléments